# Ruta 1514 (Lima)
La ruta 1514 o "la JC" es una ruta de transporte público de la ciudad de Lima, que conecta los distritos de Carabayllo y San Miguel. El trayecto de esta ruta consta de 80 y 78 paradas dependiendo de la dirección y dura aproximadamente entre 2 y 3 horas.

## Características
Esta ruta de transporte público está administrada por la empresa J.C. Bus S.A.C., y comparte similitud con las rutas 1503, 1504, 1513, 1611, 1615 y 1704, que transitan por el recorrido Carabayllo - Universitaria - Plaza San Miguel.

### Autorización
La ruta 1514 se encuentra autorizada por la Municipalidad Metropolitana de Lima (MML) y la Autoridad de Transporte Urbano (ATU).

## Trayecto
Los autobuses de la ruta 1514 (aprox. 70) comienzan a operar a las 5:00 a.m. y terminan a las 11:00 p.m. por los distritos de Carabayllo, Comas, Los Olivos, San Martín de Porres, Lima, Pueblo Libre y San Miguel en la provincia de Lima; pasando por importantes lugares, tales como las estaciones del Metropolitano Los Incas, Andrés Belaúnde, 22 de Agosto y Universidad, los clubes metropolitanos Sinchi Roca y Lloque Yupanqui, las universidades de Ciencias y Humanidades, San Marcos, Católica y la Plaza San Miguel.

### Terminales
Su terminal de ida se encuentra en la urbanización Villa Club V Etapa, en Carabayllo y su terminal de vuelta se encuentra en la urbanización Pando VII Etapa, en Magdalena del Mar.

### Recorrido
| Dirección               | Avenidas y calles |
| ----------------------- | --- |
| Ida Hacia San Miguel    | Av. Colectora Principal - Av. Huarangal - Av. Santa María - Av. José Saco Rojas - Av. Camino Real - Av. Santo Domingo - Av. San Juan Bosco - Av. Mariano Condorcanqui - Av. Chimpu Ocllo - Av. Universitaria - Av. Óscar Raimundo Benavides - Av. Aurelio García y García - Av. Venezuela - Av. Universitaria. |
| Vuelta Hacia Carabayllo | Av. Universitaria - Av. Ramón Herrera - Av. Universitaria - Av. Chimpu Ocllo - Av. Mariano Condorcanqui - Av. San Juan Bosco - Av. Santo Domingo - Av. Camino Real - Av. José Saco Rojas - Av. Santa María - Av. Huarangal - Av. Colectora Principal.                                                          |

## Rutas relacionadas
1502 (Puente Piedra - Lima), 1503 (Carabayllo - San Miguel), 1504 (Carabayllo - Pueblo Libre), 1513 (Carabayllo - Magdalena del Mar), 1604 (Carabayllo - Lince), 1611 (Puente Piedra - Lince), 1615 (Carabayllo - Lince), 1704 (Carabayllo - San Juan de Miraflores), 1901 (Puente Piedra - La Perla).